# Jean Ybarnégaray

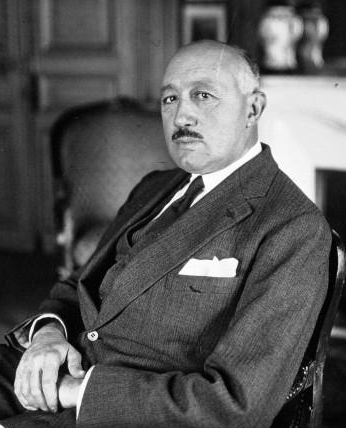
Jean Ybarnégaray, 1932

Michel Albert Jean Joseph Ybarnégaray (Uhart-Cize, 16 oktober 1883 – Parijs, 25 april 1956) was een Franse politicus en oprichter van het Franse Internationale Federatie voor Baskische Pelota (Fédération française et internationale de pelote basque).

## Biografie
Ybarnégaray werd geboren in Uhart-Cize in het Franse departement Pyrénées-Atlantiques (toen Basses Pyrénées genoemd) in Frans-Baskenland. Hij studeerde rechten aan de Sorbonne en de Universiteit van Bordeaux en werkte daarna als advocaat. Hij was burgemeester van Uhart-Cize en werd in 1914 in de Kamer van Afgevaardigden gekozen als afgevaardigde van Mauléon (Pyrénées-Atlantiques).
Ybarnégaray werd in augustus 1914 gemobiliseerd en raakte gewond tijdens de Slag om Verdun bij de Chemin des Dames en beëindigde de Eerste Wereldoorlog in de rang van kapitein en als Ridder in het Franse Legioen van Eer. Hij keerde terug naar de Kamer van Afgevaardigden en uitte daar kritiek op het Nivelle Offensief van 1917, de wapenstilstand van 1918 en de Vrede van Versailles.  
Hij maakte achtereenvolgens deel uit van de volgende parlementaire fracties: Entente républicaine démocratique (1914-1924),  Union républicaine démocratique (1924-1932), Fédération républicaine (1932-1936) en Indépendants républicains (1936-1938). Later voegde hij zich bij de Jeunesses patriotes (JP) en dan een van de leden van de Parti social français (PSF) van kolonel François de La Rocque. 
Hij werd benoemd tot minister van Staat (10 mei-16 juni 1940) in het kabinet van Paul Reynaud. Hij werd na de wapenstilstand benoemd tot minister van Veteranenzaken en Franse Familie (17 juni-11 juli 1940) en (12 juli-6 september 1940) in de regering van Philippe Pétain. Hij trad op 6 september 1940 af als minister. 
Jean Ybarnégaray had mensen geholpen om de Pyreneeën over te steken en werd hiervoor in 1943 gearresteerd en gedeporteerd naar Plansee in Tirol.
Omdat Ybarnégaray  een lid van een regering van het Vichy-regime was, moest hij verschijnen voor het Haute Cour de justice. Op 18 maart 1946 werd Ybarnégaray onder de nationale vernedering geplaatst en veroordeeld tot nationale degradatie, maar zijn straf werd opgeschort wegens "daden van verzet."